# Noc demona
Noc demona (org. Night of the Demon) – brytyjski horror w reżyserii Jacques’a Tourneura nakręcony w 1957 roku. Film jest adaptacją opowiadania M.R. Jamesa pt. Casting the Runes, zawiera jednak szereg zmian w stosunku do literackiego pierwowzoru. Akcja opowiada o śledztwie amerykańskiego psychologa w sprawie tajemniczej, morderczej sekty i jej demonicznego lidera.

## Fabuła
W Anglii profesor Harrington błaga swojego rywala, doktora Juliana Karswella, by zrezygnował z pewnych działań, w zamian za zamknięcie śledztwa przeciwko niemu i przyznanie się do błędu. Dowiedziawszy się, że pergamin, który dał Harringtonowi, został zniszczony, Karswell obiecuje rozważenie jego prośby. Gdy Harrington wraca do domu, wśród drzew widzi gigantycznego demona. Harrington próbuje uciec samochodem, ale uderza w linie energetyczne. Władze ogłaszają, że przyczyną śmierci było przypadkowe porażenie prądem.
Tymczasem amerykański doktor psychologii John Holden przybywa do Londynu na międzynarodową konferencję mające obalić zjawiska nadprzyrodzone. Na konferencji miał być Harrington, który planował ujawnić, że rzekoma satanistyczna sekta prowadzona przez Karswella jest oszustwem. Jeden z członków sekty, Rand Hobart podejrzany za morderstwo popadł w katatonię. Irlandzki profesor O’Brien i hinduski profesor Kumar rozważają udział sił nadprzyrodzonych, jednak Holden wyklucza tą możliwość. W British Museum Holden prosi o rzadką książkę o czarownictwie, jednak niespodziewanie zniknęła ze zbiorów. Wówczas obecny Karswell oferuje Holdenowi okazanie swojego egzemplarza w swojej rezydencji. Holdenowi wydaje się przez moment, że wizytówka Karswella ma ukryte znaki.
Na pogrzebie Harringtona jego bratanica, Joanna daje Holdenowi pamiętnik stryja szczegółowo opisując strach przed mocą Karswella. Wciąż sceptyczny Holden  następnego dnia udaje się z Joanną do rezydencji Karswella organizującego dla lokalnych dzieci przyjęcie halloweenowe. Rozlega się wichura, której wywołanie przypisuje sobie Karswell. Holden utwierdza się w przekonaniu, że Karswell, który zaczynał karierę jako iluzjonista, to zręczny oszust. Obruszony Karswell przepowiada Holdenowi śmierć za trzy dni.
Holden rozmawia z kolegami o Hobarcie, którego przypadek był podobny w ich ojczyznach. Sprawdzając program konferencji, odkrywają wyrwane strony z planami na dzień, w którym Holden miał zginąć. Na kolacji Joanna pokazuje Holdenowi zapiski stryja o pergaminie z runami od Karswella. Holden znajduje podobny pergamin, który Karswell podsunął mu w bibliotece. Potężny wiatr zdmuchuje pergamin w stronę kominka, ale zatrzymuje go krata przeciwpożarowa; Holden chowa go do kieszeni. Zgoda rodziny Hobarta pozwala na hipnozę, mającą ujawnić szczegóły morderstwa. Dostrzegając pergamin, matka Hobarta uznaje, że Holden jest „wybrany”. Później Holden porównuje runy do tych na kamieniach Stonehenge.
Na zaproszenie matki Karswella Holden i Joanna udają się na seans spirytystyczny. Medium – pan Meek twierdzi, że łączy się z Harringtonem, który mówi im, że Karswell ma klucz do odczytania run w swoim egzemplarzu rzadkiej księgi. Holden uważając seans za zręczną mistyfikację, wychodzi, lecz Joanna przekonuje do wspólnego odszukania klucza w rezydencji Karswellów. Holden włamuje się do domu, gdzie atakuje go kot, który wydaje się zmieniać w lamparta. Holdena ratuje Karswell, który wchodzi i włącza światło ujawniając, że kot się nie zmienił. Mówi, że wiedział, że Holden przyjdzie. Wbrew ostrzeżeniom Karswella, Holden wychodzi i biegnie przez las. Jest przekonany, że goni go chmura dymu i ognia.
Pod hipnozą Hobart wyznaje Holdenowi, że został „wybrany” na śmierć przez przekazanie mu runicznego pergaminu, ale uniknął jej, oddając go z powrotem osobie, która mu go dała. Gdy Holden pokazuje mu pergamin od Karswella, Hobart myśląc, że próbuje mu go dać w panice wyskakuje przez okno i ginie. Holden dowiaduje się, że Karswell zmierza pociągiem do Southampton, gdzie porwał i zahipnotyzował Joannę. Zbliża się czas przewidywanej śmierci Holdena, więc przemyca on pergamin do płaszcza Karswella. Odkryty przez Karswella pergamin wylatuje mu z rąk i ten goni go. Pergamin płonie, a demon atakuje go na torach. Ciało Karswella zostaje znalezione przy torach, a policja uważa, że został potrącony i wleczony przez pociąg. Holden, nie mając odwagi pójść obejrzeć ciało, odjeżdża z Joanną.

## Obsada
- Dana Andrews – dr John Holden
- Peggy Cummins – Joanna Harrington
- Niall MacGinnis – dr Julian Karswell
- Athene Seyler – pani Karswell
- Maurice Denham – prof. Henry Harrington
- Liam Redmond – prof. Mark O’Brien
- Peter Elliott – prof. Kumar
- Reginald Beckwith – pan Meek
- Rosamund Greenwood – pani Meek
- Brian Wilde – Rand Hobart
- Charles Lloyd Pack – chemik
- Ewan Roberts – Lloyd Williamson
- Richard Leech – insp. Mottram